# AIL Storm
Sufa (hebr. סוּפָה, pol. burza) lub AIL Storm – rodzina izraelskich samochodów terenowych produkowanych przez przedsiębiorstwo Automotive Industries Ltd. (AIL) w latach 1991–2016 na podwoziach Jeepa Wranglera. W okresie produkcji powstały cztery modele nazwane kolejno Sufa, Sufa 2, Sufa 3 i Sufa 4.
Samochód Sufa użytkowany był w różnych wersjach przez Siły Obronne Izraela, Straż Graniczną Izraela i Policję Izraela, izraelskie spółki państwowe, a także Siły Zbrojne Chile, Azerbejdżanu, Ekwadoru, Tajwanu i Salwadoru. Storm 3 był również w ofercie Ursusa dla Sił Zbrojnych Rzeczypospolitej Polskiej.

## Opis i historia konstrukcji

### Sufa
Produkcja samochodów terenowych Sufa rozpoczęła się w 1991 roku. Pojazd oparty był na importowanych ze Stanów Zjednoczonych podwoziach i układach napędowych Jeepa Wranglera. Układy elektryczne oraz pozostałe części i podzespoły były wytwarzane i montowane w fabryce AIL w Nacerat Illit (obecnie Nof ha-Galil) . Konstrukcja była od początku przeznaczona dla służb porządkowych i wojska. Pierwszy model Sufy oferowany był także na rynku cywilnym i był wykorzystywany przez izraelskie spółki państwowe: Zarząd Ochrony Przyrody i Parków Narodowych, Mekorot i Chewrat he-Chaszmal  .
W 2000 roku anulowano obowiązujące ulgi podatkowe na produkty wytwarzane w Izraelu i samochód stał się niekonkurencyjny wobec importowanych z zagranicy pojazdów cywilnych. Od tego czasu użytkowany był wyłącznie przez służby mundurowe . Jednak jego konstrukcja i koszty zakupu krytykowane były przez funkcjonariuszy policji Izraela .
Sufa wyposażona była w nadwozie zamknięte (wersja opancerzona) lub nadwozie otwarte, zakryte materiałem. Zawieszenie oparto o resory piórowe, a rozstaw osi wynosił 263 cm . Zastosowana skrzynia rozdzielcza NP231 okazała się za słaba jak na wagę pojazdu. Oś przednia Dana 30 była taka sama dla samochodów z oboma typami silnika. Natomiast w wypadku silnika Diesla oś tylna to Dana 60, a w wypadku silnika benzynowego - Dana 44. Samochód mógł być napędzany przez czterocylindrowy silnik Diesla VM Motori o mocy 107 KM lub sześciocylindrowy silnik benzynowy Chryslera o mocy 180 KM. W ofercie AIL Sufa występowała w wersji krótkiej (4150 mm) i długiej (4492 mm).
W tej wersji pojazdy były dostarczane aż do 2004 roku. Wyprodukowano ich 5500 sztuk .

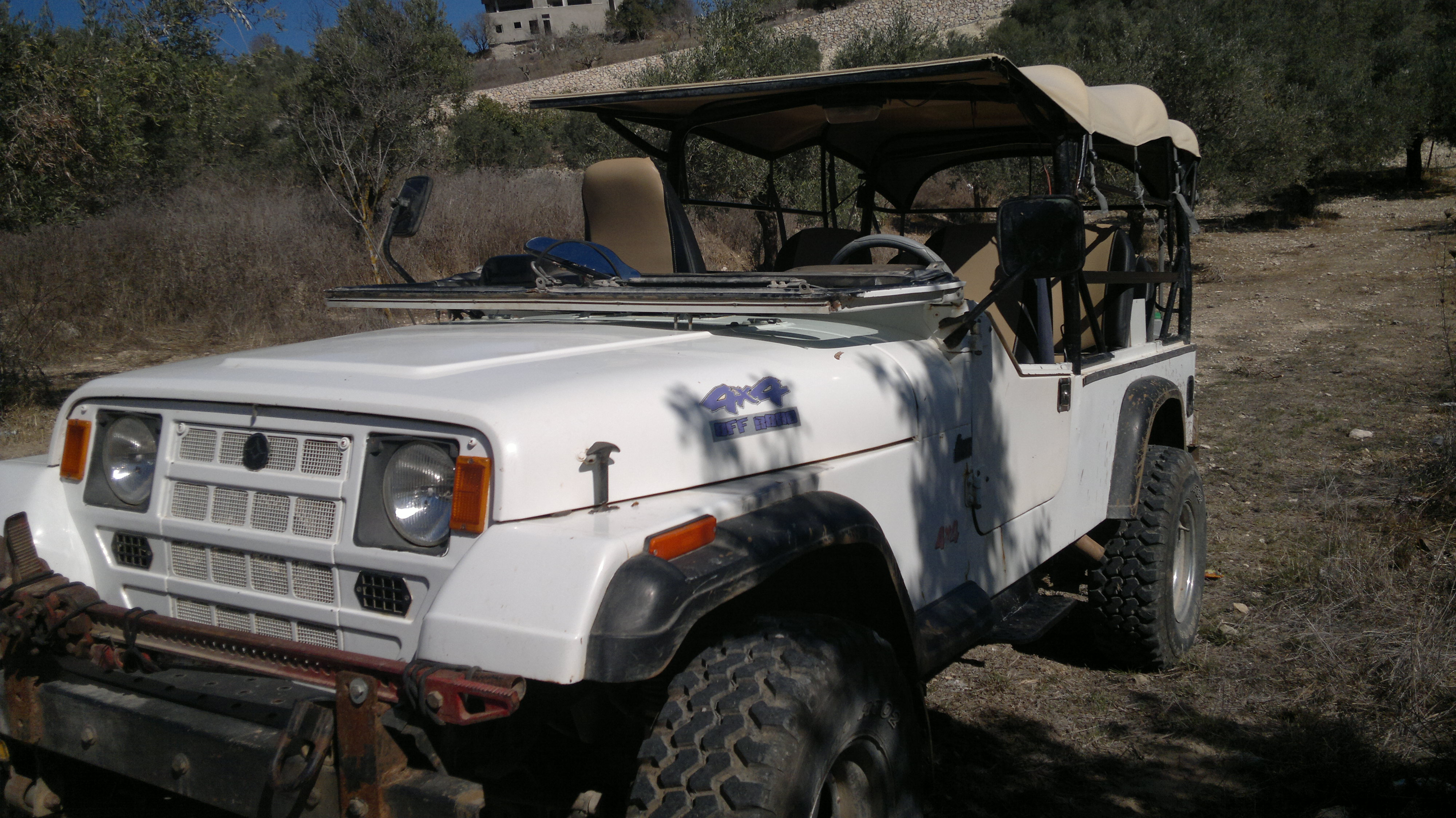
AIL Strom w wersji cywilnej
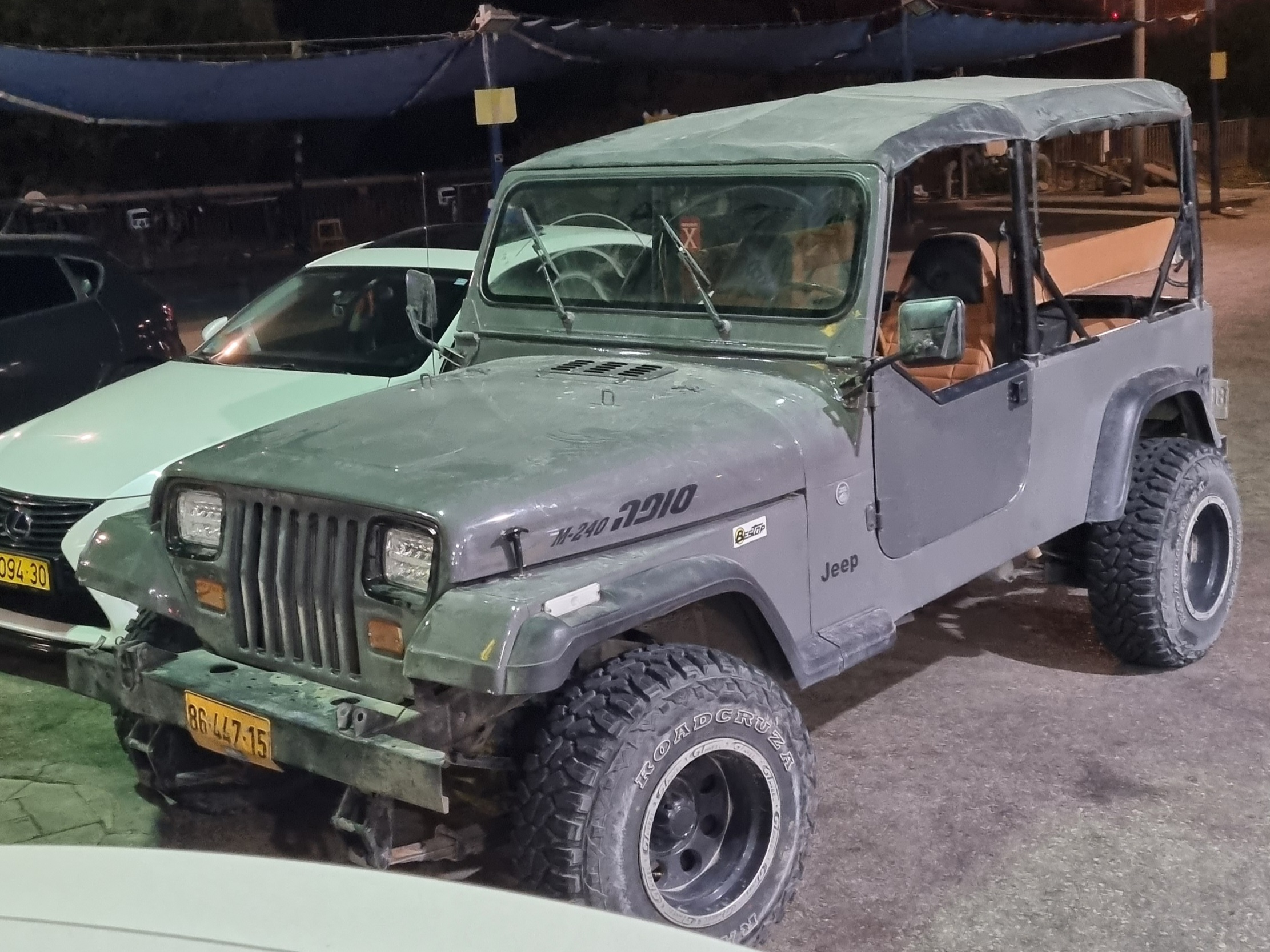
AIL Strom w wersji z odkrytym nadwoziem
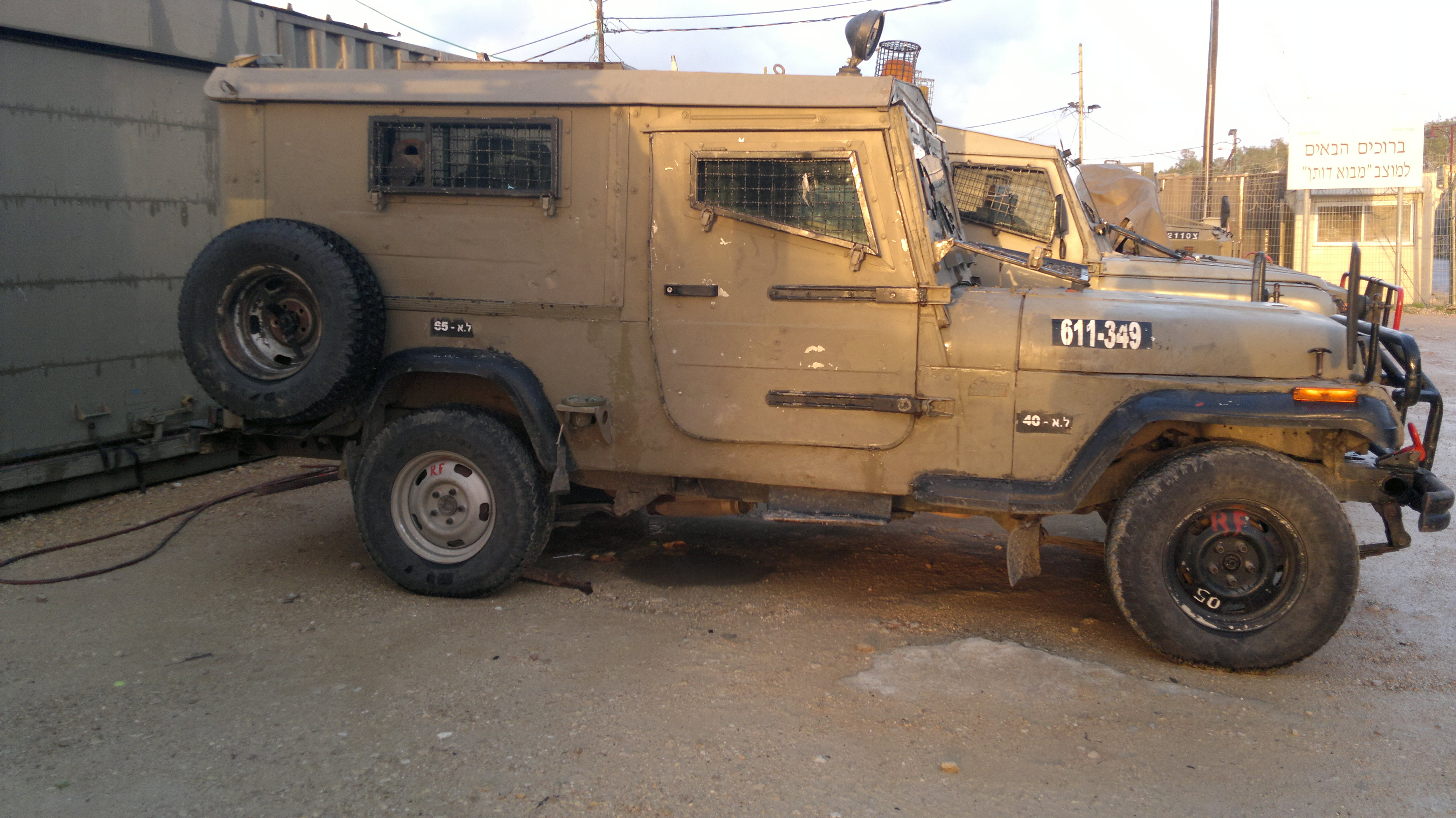
AIL Storm w wersji z zamkniętym nadwoziem
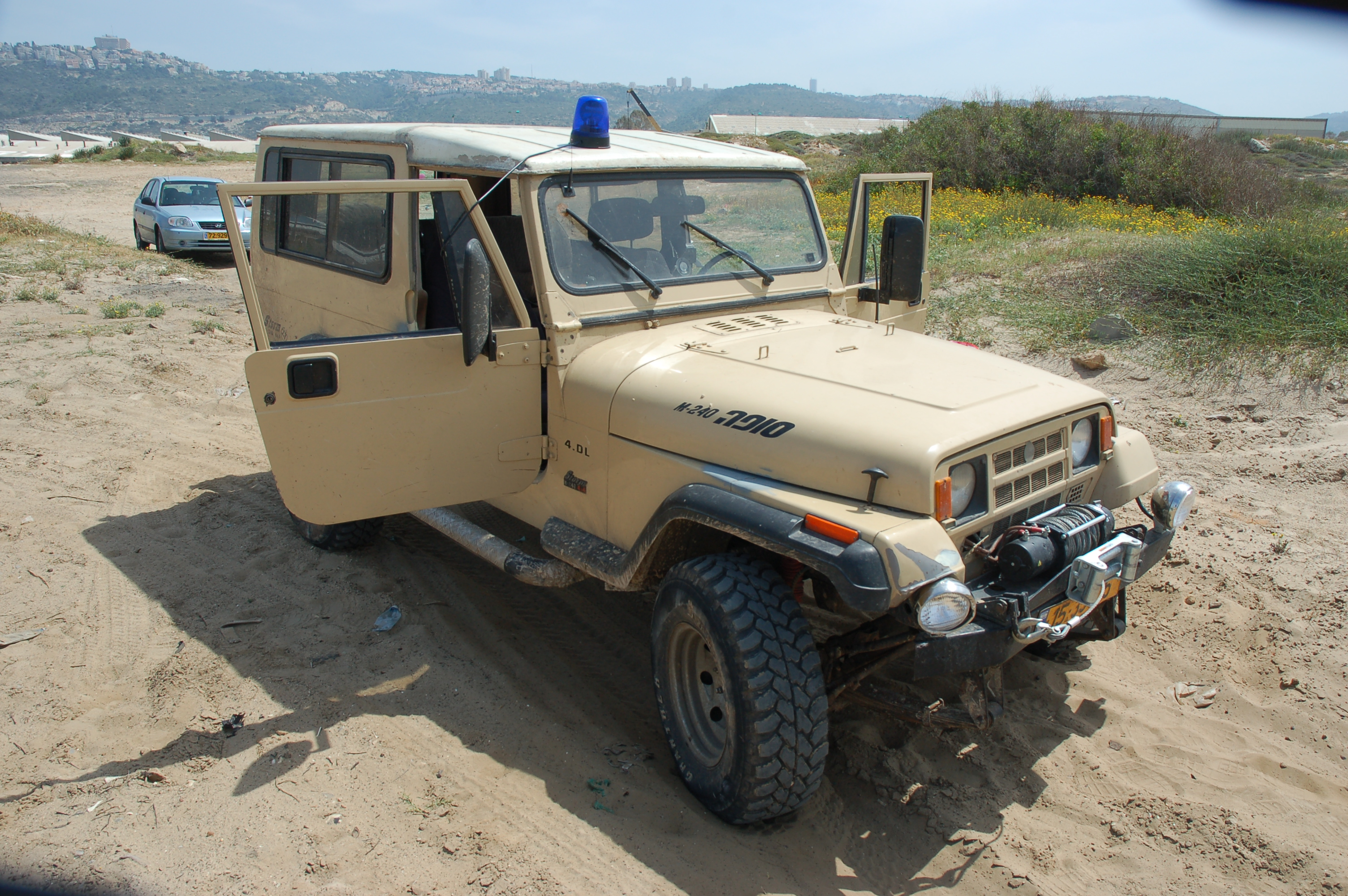
AIL Sufa Straży Obywatelskiej Izraela

### Sufa 2
W 2006 roku poinformowano, iż do produkcji wszedł nowy model pojazdu o nazwie Sufa 2 na podwoziu Jeepa Wranglera TJ. Produkcja w większości trafiła do wojska i służb mundurowych, ponieważ cena 250 000 nowych szekli za sztukę oraz jakość wykonania czyniła pojazd niekonkurencyjnym na rynku cywilnym. Jeden samochód został zakupiony w ramach przetargu przez prywatnego kolekcjonera  .
Zgodnie z nowymi wymogami wojska pojazd wyposażono w pięcioro drzwi, aby ułatwić korzystanie z niego żołnierzom oraz rozładunek sprzętu. Resory piórowe zastąpiono amortyzatorami sprężynowymi, rozstaw osi zwiększono z 263 cm do 293 cm . Pozostawiono skrzynię rozdzielczą NP231 z Sufy M-240, ale wzmocniono wał oraz wyeliminowano jarzmo ślizgowe, dzięki czemu chciano uniknąć problemów z pękaniem skrzyni, jak miało to miejsce w poprzedniej Sufie. Zastosowane osie to Dana 30 (przednia) i Dana 44 (tylna). W przeciwieństwie do pierwszej Sufy wszystkie siedzenia za kierowcą skierowane są przodem do kierunku jazdy . W pojeździe zamontowano klimatyzację dla kierowcy oraz pasażerów z tyłu pojazdu.
Sufa 2 mogła być napędzana czterocylindrowym silnikiem Diesla VM Motori o pojemności 2,8 litra lub silnikiem benzynowym Chryslera o pojemności 4 l i o mocy 180 KM.
Łączna produkcja AIL Strom 3 wyniosła 670 sztuk .

### Sufa 3

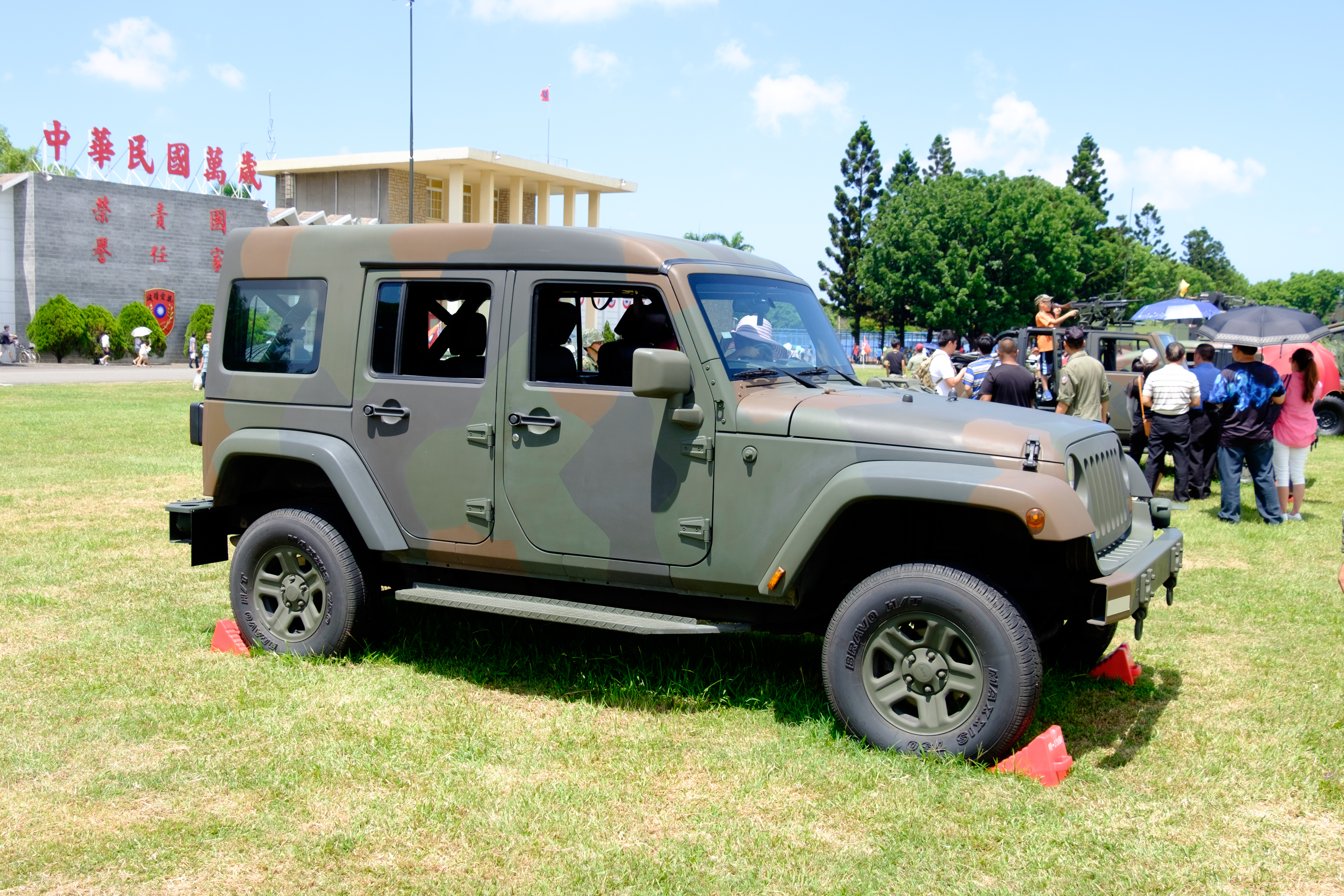
AIL Storm 3 w służbie tajwańskiej (2016)

W 2007 roku AIL ogłosiła, że w 2008 roku rozpocznie produkcję trzeciego z kolei modelu samochodu Sufa  . Siły Obronne Izraela zakupiły pojazd dopiero w 2010 roku . Do tego roku AIL produkowała i sprzedawała samochody Sufa 3 na eksport .
Konstrukcję Sufy 3 oparto na podwoziu Jeepa J8 . Tylne zawieszenie oparto, jak w wypadku pierwszego modelu Sufy, na resorach piórowych, z kolei przednie na wahaczach . Oś przednia to Dana 44, a tylna Dana 60. Zamknięte nadwozie oferowane było w trzech wersjach: kryte plandeką, twardym plastikiem lub z włókna szklanego. Pojedyncze tylne siedzenia pasażerów zamieniono na trzyosobową kanapę .
Napęd samochodu stanowił czterocylindrowy silnik Diesla VM Motori 4V o pojemności 2,8 l i mocy 158 KM .
Łączna liczba wyprodukowanych Suf 3 wyniosła 800 sztuk .
W 2015 roku przedstawiciele Ursusa poinformowali, że w ofercie przetargowej Inspektoratu Uzbrojenia Ministerstwa Obrony Narodowej na samochody mające zastąpić Honkery zaproponują pojazd Storm 3, który jeśli udałoby się uzyskać kontrakt, byłby produkowany na licencji w fabryce w Lublinie  . Pojazd był już prezentowany w ofercie Ursusa w 2014 roku podczas Międzynarodowego Salonu Przemysłu Obronnego w Kielcach .

### Sufa 4
Samochód Sufa 4 opierał się na podwoziu Jeepa Wranglera JL. W tej konstrukcji pojazd został pozbawiony plastikowych błotników, w których miejsce zamontowano stalowe. Wzmocniono zawieszenie i osie. Zrezygnowano z ciężkich metalowych drzwi krajowej produkcji z tyłu pojazdu na rzecz dwudzielnych Jeepa Wranglera. Ich górna część otwiera się do góry, a dolna na bok. Przednia oś to Dana 44 ze sprężynami śrubowymi i amortyzatorami firmy Bilstein, a tylna oś to Dana 60 z resorami półeliptycznymi i tymi samymi amortyzatorami .
Jednostką napędową był czterocylindrowy turbodoładowany silnik Diesla VM Motori o pojemności 2,8 l. Modyfikacje wprowadzone w silniku pozwoliły na zwiększenie jego mocy do 194 KM .
Pod koniec 2016 roku AIL zakończyła produkcję pojazdów Sufa. Przyczyniło się do tego zbyt małe zamówienie na potrzeby wojska (180 sztuk). Dodatkowo cena jednego samochodu była zbyt wysoka w stosunku do cywilnych pojazdów terenowych, które Siły Obronne Izraela postanowiły zakupić. Ponadto FIAT, który wykupił Chryslera, postanowił zakończyć produkcję samochodów wojskowych .

## Dane taktyczno-techniczne
|                | Sufa                                                                                                   | Sufa 2                                                                            | Sufa 3                                   | Sufa 4                                   |
| -------------- | --- | --------------------------------------------------------------------------------- | ---------------------------------------- | ---------------------------------------- |
| Zdjęcie        | |                                                                                   |                                          | zdjęcie samochodu                        |
| Silnik         | silnik Diesla VM Motori 425 2,5 l 4V o mocy 107 KM lub silnik benzynowy Chryslera 4 l 6V o mocy 180 KM | silnik Diesla VM Motori 2,8 l 4V lub silnik benzynowy Chryslera 4 l o mocy 180 KM | silnik Diesla VM Motori 4V o mocy 158 KM | silnik Diesla VM Motori 4V o mocy 194 KM |
| Wysokość       | brak danych                                                                                            | 1942 mm                                                                           | 2012 mm                                  | 2012 mm                                  |
| Długość        | 4150 mm / 4492 mm                                                                                      | 4463 mm                                                                           | 4450 mm                                  | 4450 mm                                  |
| Szerokość      | 1676 mm                                                                                                | 1750 mm                                                                           | 1876 mm                                  | 1876 mm                                  |
| Masa           | 2350 kg                                                                                                | 2500 kg                                                                           | 2305 kg                                  | 2305 kg                                  |
| Prędkość maks. | 135 km/h (diesel) 146 km/h (benzyna)                                                                   | 130 km/h                                                                          | 140 km/h                                 | brak danych                              |

## Użytkownicy

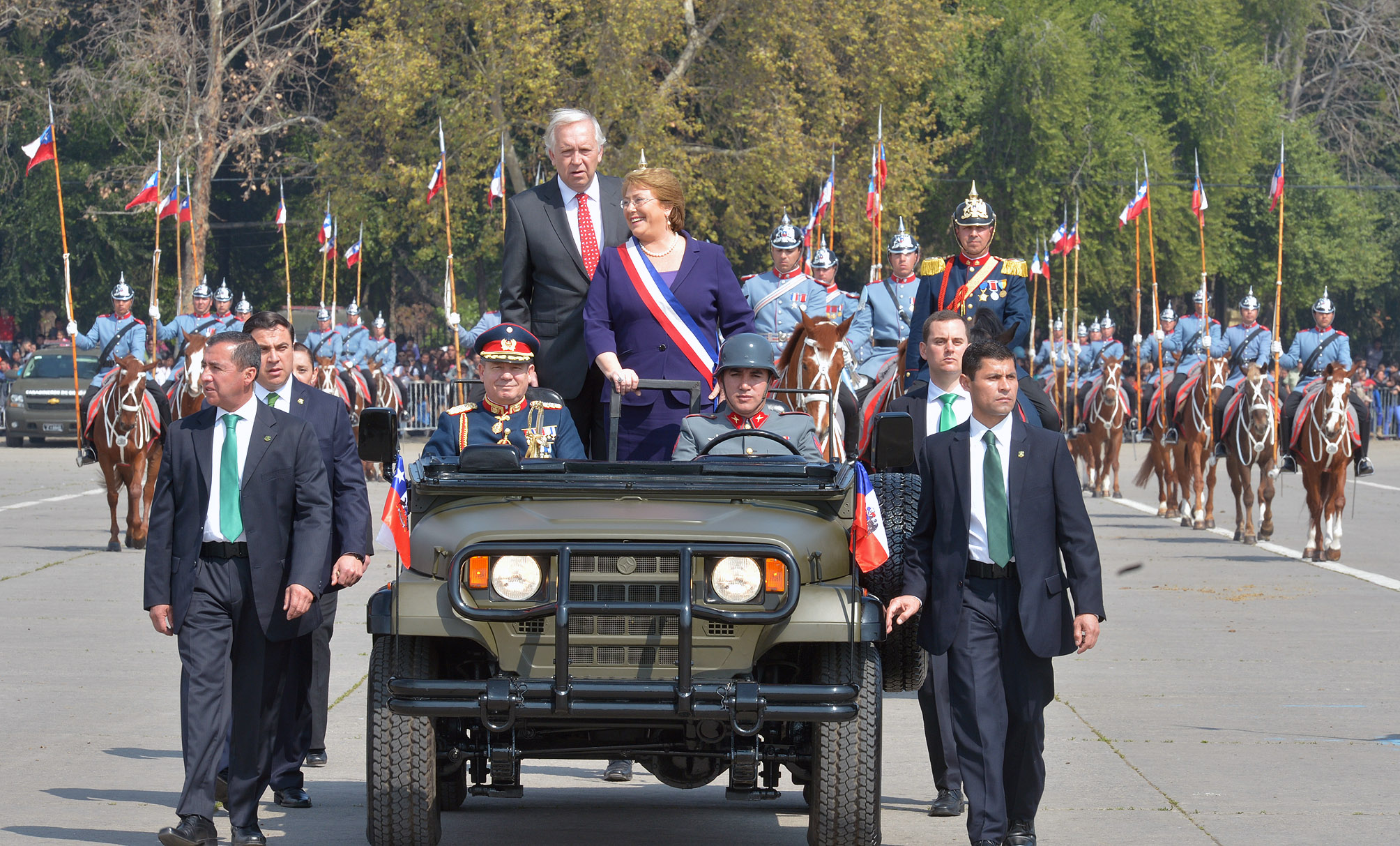
Prezydent Chile Michelle Bachelet podczas parady wojskowej wieziona samochodem Sufa (2014)

Lista użytkowników samochodów Sufa :
- Izrael – Siły Obronne Izraela, Policja Izraela, spółki państwowe: Zarząd Ochrony Przyrody i Parków Narodowych, Mekorot i Chewrat he-Chaszmal
- Azerbejdżan – Siły Zbrojne Azerbejdżanu
- Chile – Siły Zbrojne Chile
- Ekwador – Siły Zbrojne Ekwadoru
- Salwador – Siły Zbrojne Salwadoru
- Tajwan – Siły Zbrojne Republiki Chińskiej